# Куяновська сільська рада
Куя́новська сільська рада — муніципальне утворення у складі Краснокамського району Башкортостану, Росія. Адміністративний центр — село Куяново.

## Населення
Населення — 4681 особа (2019, 5144 в 2010, 5273 в 2002).

## Склад
До складу поселення входять такі населені пункти:
| Населений пункт       | Населення, осіб (2002) | Населення, осіб (2010) |
| --------------------- | ---------------------- | ---------------------- |
| Бар'язібаш, присілок  | 188                    | 202                    |
| Куяново, село         | 3888                   | 3664                   |
| Новохазіно, присілок  | 335                    | 339                    |
| Редькино, присілок    | 821                    | 898                    |
| Старий Ашит, присілок | 13                     | 16                     |
| Такталачук, присілок  | 28                     | 25                     |